# Ключевское (Забайкальский край)
Ключевско́е — село в Борзинском районе Забайкальского края, Россия. Расположено в 23 километрах от районного центра.
Население — 153 человека (2021).

## Село
Основано в 1779 году. В 1931 году в селе возникли сельскохозяйственная коммуна «Партизанский отпор» и артель «Искра», а позже колхоз им. В. И. Ленина.
Сегодня в селе функционируют ООО «Ключевское», ООО КФХ «Оцолуй», основная общеобразовательная школа и ФАП. В селе расположена братская могила партизан, погибших в Гражданской войне.

## Население
| 2002 | 2010 | 2012 | 2013 | 2014 | 2015 | 2016 |
| ---- | ---- | ---- | ---- | ---- | ---- | ---- |
| 412  | ↘231 | ↘226 | ↘216 | ↘212 | ↘190 | ↘180 |
| 2017 | 2018 | 2019 | 2020 | 2021 |      |      |
| ↘173 | →173 | ↘154 | ↘141 | ↗153 |      |      |